# Nasser Martin-Gousset
Œuvres principales
Neverland
Pop Life
Peplum
Nasser Martin-Gousset, né à Lyon en 1965, est un danseur et chorégraphe français de danse contemporaine.

## Biographie
Nasser Martin-Gousset, né d'un père égyptien et d'une mère corse, se forme tout d'abord au théâtre auprès notamment d'Alain Peillon, avant d'entrer au Conservation national de région de Lyon. Il danse ensuite avec Karine Saporta, Dominique Petit, Sasha Waltz, Meg Stuart, et surtout Josef Nadj lui aussi aux confins du théâtre et de la danse avec qui il collabore sur de nombreuses créations.
En 1996, il fonde sa propre compagnie qu'il nomme La Maison. Son travail reste très marqué par les textes littéraires, le cinéma, et le théâtre comme Neverland inspiré des Hauts de Hurlevent d'Emily Brontë. Il remporte un grand succès public et critique avec son spectacle Péplum inspiré du film Cléopatre de Joseph Mankiewicz. Il continue ses collaborations théâtrales en tant que chorégraphe avec le metteur en scène Yves Beaunesne pour La Princesse Maleine de Maurice Maeterlinck en 2001 et Oncle Vania de Tchekhov en 2004.

## Chorégraphies sélectives
- 1989 : La Petite Représentation en collaboration avec Annie Legros
- 1993 : Babelogue au Dix-Huit Théâtre à Paris
- 1994 : The Marriage - A Babelogue Suite
- 1996 : Alléluia créé au Théâtre de la Bastille
- 1998 : Solarium
- 2000 : Bleeding Stone créé à la Ménagerie de verre
- 2001 : Transformer
- 2002 : Neverland à la MC93 Bobigny dans le cadre des Rencontres chorégraphiques internationales de Seine-Saint-Denis
- 2004 : Solarium Return
- 2005 : Pop Life dans le cadre des Rencontres chorégraphiques internationales de Seine-Saint-Denis
- 2006 : Péplum (Pop Life II) créé pour la Biennale de la danse de Lyon
- 2008 : Comedy pour le festival Montpellier Danse
- 2009 : I Want You
- 2009 : La Belle créé au Théâtre de Chaillot
- 2011 : Pacifique créé lors de la Biennale de la danse de Lyon.
- 2013 : Le Visiteur
- 2016 : Roman (tome 1)